# 来待村
来待村（きまちむら）は、島根県八束郡にあった村。現在の松江市宍道町上来待、宍道町東来待、宍道町西来待にあたる。

## 歴史
- 1889年（明治22年）4月1日 - 町村制施行により、意宇郡上来海村・東来海村・西来海村の区域をもって来海村が発足。
- 1893年（明治26年）7月9日 - 来海村が改称して来待村となる。
- 1896年（明治29年）4月1日 - 所属郡が八束郡に変更。
- 1955年（昭和30年）4月3日 - 宍道町と合併し、改めて宍道町が発足。同日来待村廃止。